# Akatoréite
L'akatoréite est un minéral sorosilicate de manganèse et aluminium contenant de l'hydroxyle, très rare. Elle se présente sous la forme d'agrégats en forme de faisceau ressemblant à des gerbes de blé moissonnées, dans une gamme de couleur allant du jaune au brun. 
Elle a été découverte en Nouvelle-Zélande dans une lentille manganifère d'une formation de schiste près de la localité d'Akatore Creek dans l'Île du Sud et décrite en 1971 par Read et Reay. La lentille, elle-même, a été décrite en 1958. Dans l'étude ultérieure de H. H. Khoo des minéraux opaques de ce dépôt, il est fait mention d'un minéral fibreux, jaune jusque-là inconnu. Le nom du minéral se rapporte à sa localité type. L'IMA lui attribue le symbole Adk.

## Caractéristiques

### Chimie
De formule Mn2+9Al2Si8O24(OH)8, elle est chimiquement et structurellement similaire à la bunnoïte. De masse moléculaire, 1 282,75 gm, elle contient majoritairement de l'oxygène, puis du manganèse. L'oxyde le plus présent, le MnO, représente 47,61 % du poids.
| Composition | Composition |
| ----------- | ----------- |
| Calcium     | 0,16 %      |
| Magnésium   | 0,17 %      |
| Manganèse   | 36,88 %     |
| Aluminium   | 4,40 %      |
| Fer         | 0,83 %      |
| Silicium    | 16,97 %     |
| Hydrogène   | 0,69 %      |
| Oxygène     | 39,91 %     |

## Structure

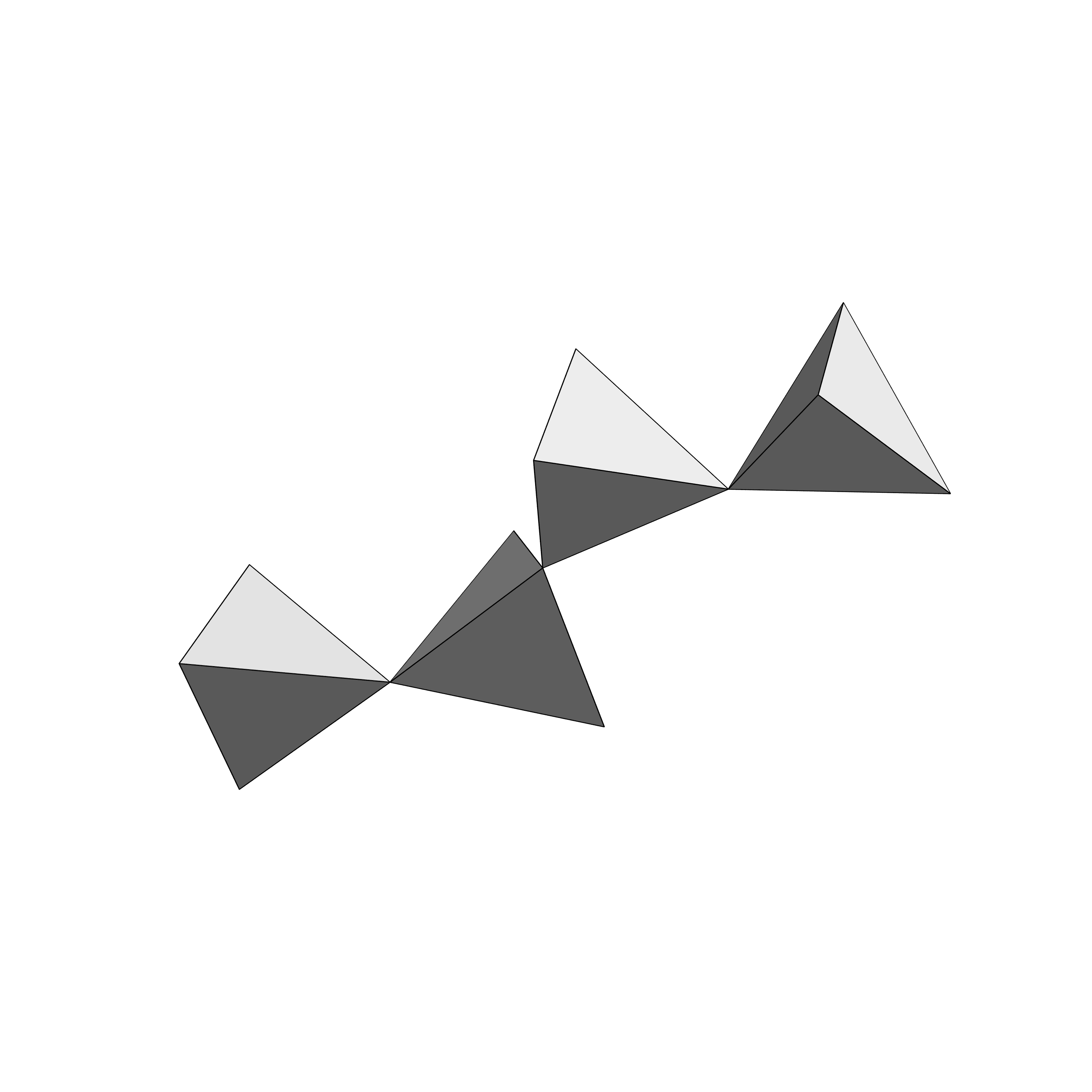
Silicate simple non ramifié de 4e rang de l'akatoréite.

L'akatoréite cristallise dans un système triclinique, de classe cristalline 1, de forme pinacoïdale dans le groupe d'espace P1. La structure comporte cinq sites indépendants de Mn, dont quatre en coordination octaédrique et un en coordination tétraédrique. Les tétraèdres (MnO4) adjacents partagent une arête pour former un dimère [Mn2O6]. La structure contient également des positions occupées par Al et Si, qui forment des rubans d'octaèdres et des fragments sorosilicates.

## Gîtologie et gisements

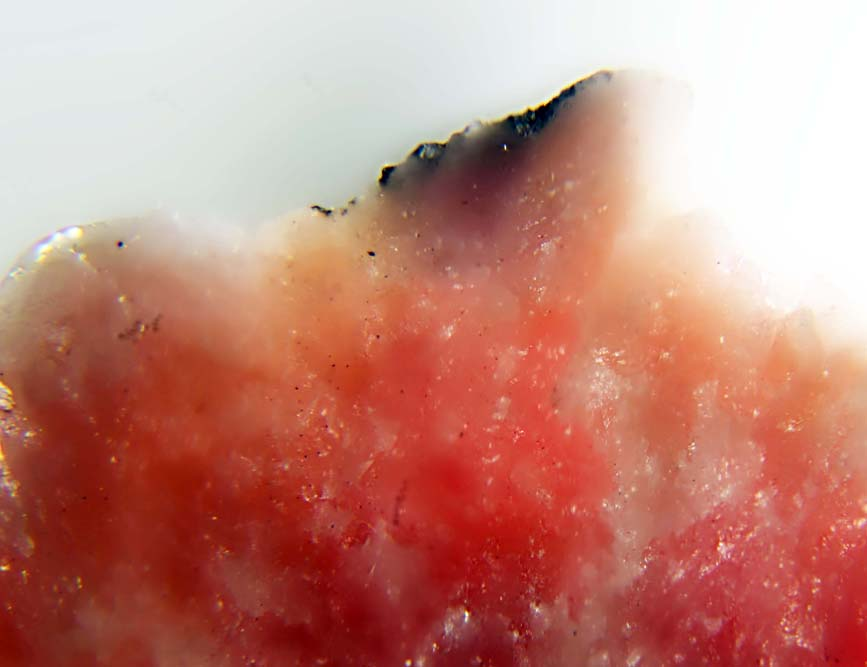
Détail

L'akatoréite s'est formée dans la croûte hadéenne la plus ancienne de la Terre (stade paragénétique 3a, à partir de 4,5 milliards d'années) à partir de lave/xénolithe (faciès cornéen, sanidinite, du mode paragénétique 9) et des gisements de manganèse comprenant les gisements métamorphiques (mode 32).
On la trouve donc dans des environnements métavolcaniques felsiques manganifères riches en potassium comme c'est le cas dans le gisement de Norberg en Suède. Dans la lentille métachertienne et carbonatée manganifère des schistes proche d'Akatore Creek dans l'est d'Otago, sur l'île du Sud en Nouvelle-Zélande, l'akatoréite est associée à l'alabandite, l'apatite, la pyroxmangite, le quartz, la rhodochrosite, la rhodonite, la spessartine, l' axinite et la todorokite.
Selon la base de données minéralogiques Mindat.org en 2025, il y a 4 gisements dans le monde. En plus de ceux d'Akatore Creek et de Norberg, on dénombre la zone de graviers du ruisseau Navis dans le district d'Innsbruck au Tyrol (Autriche) et la mine Miniera di Monte Maniglia sur la commune de Bellino dans le Piémont (Italie) près de la frontière avec la France.  